# Cupido met dolfijn
Cupido met dolfijn is een rijksmonument in het Cantonspark te Baarn. 
Het tuinbeeld bestaat uit een cupido die een cameeschelp draagt. De putto zit op een dolfijn die in een schelp ligt. De dolfijn heeft een opgestoken staart. Het tuinbeeld staat op een stenen zuil op een hardstenen afdekplaat. Om deze ronde plaat groeit een heg. 

## Thema
De dolfijn kan niet alleen als een attribuut van de liefdesgodin Venus worden gezien maar ook als symbool van snel ontluikende liefde. Het thema liefdesgod met dolfijn is een eeuwenoud thema:
- Cupido rijdend op een dolfijn werd in 1636 geschilderd door Peter Paul Rubens.[2]
- In het Rijksmuseum hangt een doek van Anton van der Borcht met de titel Cupido berijdt een dolfijn. Op het standbeeld Augustus van Prima Porta heeft de beeldhouwer aan de rechtervoet van de keizer een Cupido op een dolfijn geplaatst, om het beeld zo meer steun te geven.
- Tot de collectie van de Hermitage van Sint-Petersburg behoort een marmeren Cupido met dolfijn uit de eerste eeuw.
- Museum Rotterdam bezit een tafereeltegel getiteld Gevleugelde Amor op de rug van dolfijn.[3]